# Мартини ефекат
Мартини ефекат je жаргонски израз који се користи у роњењу за означавање азотне наркозе, физичког и менталног оштећења или реверзибилне промене свести која се јавља док особа рони на великим дубинама. Ово стање анестетичког ефекта који мења свест рониоца иззазвивају одређени гасови под високим притиском током дубљих роњења. 
Мартини ефекат  је тако назван по томе што интензитет азотне наркозе рониоци доживљавају као ефекат који се може упоредити са оним након једног попијеног мартинија на празан стомак на сваких 10 метара дубине изнад почетних 30 метара. Име овог ефекта је симпатично, а искуство „наркозе“ током роњења може бити чак и пријатно, али ронилац мотра бити бити светсн чињениици да је азотна наркоза не само озбиљна већ и опасна.

## Јединица Мартини
Азотна наркоза као стање конфузије или еуфорије које је резултат повећаног нивоа раствореног азота у крви , као што се дешава код дубокоморских ронилаца који удишу ваздух под високим притиском, у овој јединици упоређена је са пијанством, и то са добрим разлогом! Многи ефекти су исти. Јасно је да азотна наркоза може бити опасна за рониоце и умешана је у многе инциденте и несреће. Како не би требали да  пијемо мартини када возимо, тако не би требали ни да се опијамо азотом док ронимо.
Што се ронилац дубље спушта, то ће његова опијеност бити јача. Тако је настао термин Мартинијев ефекат.
Овим ефектом (коју су развили рониоци), интензитет азотне наркозе означава се јединицом:
1 мартини (еквивалентној испијању једне чаше мартинија), која се мери добином од десет метара. 
На 30 метара дубини на којој азотна наркоза постаје приметна, каже се да је осећај еквивалентан конзумирању 3 мартинија, дубина од 40 метара би била еквивалентна испијању 4 мартинија, итд.
Истраживања су показала да су сви рониоци барем делимично оштећени на 33 метра дубине и ниже. Чак и ако ронилац не примети ефекте наркозе, доживеће оштећење расуђивања и раговања у новим ситуацијама.

## Супротстављени ставови
Како азотна наркоза зависи од неколико параметара - физиологије, искуства, температуре и бистрине воде, мешавине гасова, оптерећења, стреса, доба дана, тренутног расположења итд.  идеја изражавања дубине наркозе бројем испијених чашица мартинија само је субјективни утисак о менталном стању ронилац, и ништа више.